# (66452) 1999 OF4
1999 أو أف 4 (ويعرف أيضًا باسم (66452) 1999 أو أف 4 وفق تسمية الكوكب الصغير) (بالإنجليزية: 1999 OF4)‏ هو كويكب ضمن حزام الكويكبات؛ وترتيبه 66452 من حيث الاكتشاف.
اكتُشف هذا الجُرم الفلكي بواسطة مرصد مونا كيا في 21 يوليو 1999.

## وصلات خارجية
- (66452) 1999 OF4 في قاعدة بيانات مختبر الدفع النفاث لأجرام النظام الشمسي الصغيرة

- الاكتشاف · مخطط المدار ·  العناصر المدارية · المعلمات المادية

- (66452) 1999 OF4 على موقع ويكي سكاي: DSS2, SDSS, GALEX, IRAS, Hydrogen α, X-Ray, Astrophoto, Sky Map, Articles and images